# Neil Giraldo
Neil Giraldo (* 29. Dezember 1955 in Cleveland/Ohio) ist ein US-amerikanischer Gitarrist und Songschreiber.

## Kindheit
Neil Thomas Giraldo wuchs als Sohn sizilianischer Einwanderer auf und interessierte sich schon früh für Musik, sowohl durch seine Vorliebe für Elvis Presley, als auch durch die musikalische Schwester und den unterstützenden Vater. Im Alter von sechs Jahren begann er Gitarre zu spielen und erweiterte mit zwölf Jahren sein Repertoire um das Piano.

## Frühe Karriere
Seinen ersten Auftritt hatte er im Alter von zwölf Jahren während eines Gottesdienstes in einer Kirche. Zu dieser Zeit war Cleveland eine der wichtigsten Musikmetropolen der USA, so dass er, inspiriert durch Jeff Beck, Eric Clapton und vor allem Scotty Moore, schnell gute Kontakte zur dortigen Musikszene bekam. Seine erste professionelle Arbeit war die eines Keyboarders bei dem Rick-Derringer-Album Guitars and Woman von 1979. Doch unglücklicherweise war Giraldo eher ein Gitarrist als ein Keyboarder, so dass ihn diese Arbeit nicht ausfüllte. Noch im gleichen Jahr zog er nach New York.

## Pat Benatar
In New York traf Giraldo auf die Produzenten Mick Chapman und Jeff Aldridge von Chrysalis Records, die ihn mit Pat Benatar zusammenführten. So wurde noch 1979 das Pat-Benatar-Album In The Heat Of The Night veröffentlicht, welches in den USA Platin-Status erreichte und so Pat Benatar zu großer Bekanntheit verhalf. Weitere Platin-Alben wie zum Beispiel Precious Time oder Tropico folgten und machten Pat Benatar zu einem der größten weiblichen Stars der USA. In der Band-Funktion übernahm Neil von Anfang an die führende Rolle und war somit, neben Pat Benatar selbst, deren Aushängeschild. 1985 kam mit Seven the Hard Way das erste Benatar-Album auf den Markt, welches kein Platin erreichen konnte, die beiden folgenden Alben erreichten ebenfalls nur Goldstatus.
Mit True Love von 1991 ging Giraldo ganz neue Wege, denn True Love war kein Rock mehr, sondern ein Jazz- und Blues-Album. Mit Gravity’s Rainbow kam 1993 das letzte Album unter Chrysalis heraus, welches einen deutlichen 1990er-Jahre-Sound aufweisen konnte. Nachdem der Vertrag bei Chrysalis nicht verlängert worden war, löste sich auch die Band hinter Pat Benatar auf. Benatar und Giraldo führten fortan ihre Arbeit zusammen weiter und veröffentlichten 1997 Innamorata und 2003 Go. Bis heute touren sie weiterhin sehr erfolgreich durch die USA.
Neben der Arbeit mit Pat Benatar war Neil auch für zahlreiche andere Künstler tätig, wie zum Beispiel: Kenny Loggins, John Waite oder Rick Springfield, aber auch für seine Tochter Haley, welche mit der Girlgroup Glo in die Fußstapfen der Eltern trat.

## Privates
Während der Zusammenarbeit mit Pat Benatar ging es bereits recht früh nicht nur um die Musik, es entwickelte sich eine Romanze, die 1982 auf Maui zur Hochzeit führte. 1985 wurde eine gemeinsame Tochter geboren. Dies hängt auch mit dem langsamen Erfolgsrückgang zusammen, da für beide die Familie Vorrang hatte. So gingen beide nicht mehr intensiv der Promotion ihrer Alben nach, was sich in den Charts bemerkbar machte. Kurz nach der Veröffentlichung des Albums Gravity’s Rainbow 1993 wurde eine weitere Tochter geboren.

## Diskografie
Aufgeführt sind die Veröffentlichungen mit Pat Benatar, da diese sowohl als Band als auch später als Duo angesehen werden kann.

### Alben
| Jahr | Album                    | US  | DE | Anmerkungen                        |
| ---- | ------------------------ | --- | -- | ---------------------------------- |
| 1979 | In the Heat of the Night | 12  | -  | Debüt-Album                        |
| 1980 | Crimes of Passion        | 2   | -  | -                                  |
| 1981 | Precious Time            | 1   | -  | -                                  |
| 1982 | Get Nervous              | 4   | -  | -                                  |
| 1983 | Live From Earth          | 13  | -  | Live-Album mit Extra-Studio-Tracks |
| 1984 | Tropico                  | 14  | -  | -                                  |
| 1985 | Seven the Hard Way       | 26  | -  | -                                  |
| 1988 | Wide Awake in Dreamland  | 28  | -  | -                                  |
| 1989 | Best Shots               | 67  | -  | Best-Of-Album                      |
| 1991 | True Love                | 37  | -  | -                                  |
| 1993 | Gravity’s Rainbow        | 85  | -  | -                                  |
| 1997 | Innamorata               | 171 | -  | -                                  |
| 2003 | Go                       | 187 | -  | -                                  |

Aufgeführt wurden nur die offiziellen Alben, aber nicht die diversen Sampler.

### Singles
| Jahr | Titel                      | US | DE | Album                    |
| ---- | -------------------------- | -- | -- | ------------------------ |
| 1979 | Heartbreaker               | 23 | -  | In The Heat Of The Night |
| 1980 | We Live For Love           | 27 | -  | In The Heat Of The Night |
| 1980 | You Better Run             | 42 | -  | Crimes Of Passion        |
| 1980 | Hit Me With Your Best Shot | 9  | -  | Crimes Of Passion        |
| 1981 | Treat Me Right             | 18 | -  | Crimes Of Passion        |
| 1981 | Fire And Ice               | 17 | -  | Precious Time            |
| 1981 | Promises In The Dark       | 38 | -  | Precious Time            |
| 1982 | Shadows Of The Night       | 13 | -  | Get Nervous              |
| 1983 | Little Too Late            | 20 | -  | Get Nervous              |
| 1983 | Looking For A Stranger     | 39 | -  | Get Nervous              |
| 1983 | Love Is A Battlefield      | 5  | 3  | Live From Earth          |
| 1984 | We Belong                  | 5  | 9  | Tropico                  |
| 1985 | Ooh Ooh Song               | 36 | -  | Tropico                  |
| 1985 | Invincible                 | 10 | 31 | Seven The Hard Way       |
| 1985 | Sex As A Weapon            | 28 | -  | Seven The Hard Way       |
| 1986 | Le Bel Age                 | 54 | -  | Seven The Hard Way       |
| 1988 | All Fired Up               | 19 | -  | Wide Awake In Dreamland  |